# Flugplatz Augsburg

i7
i11
i13

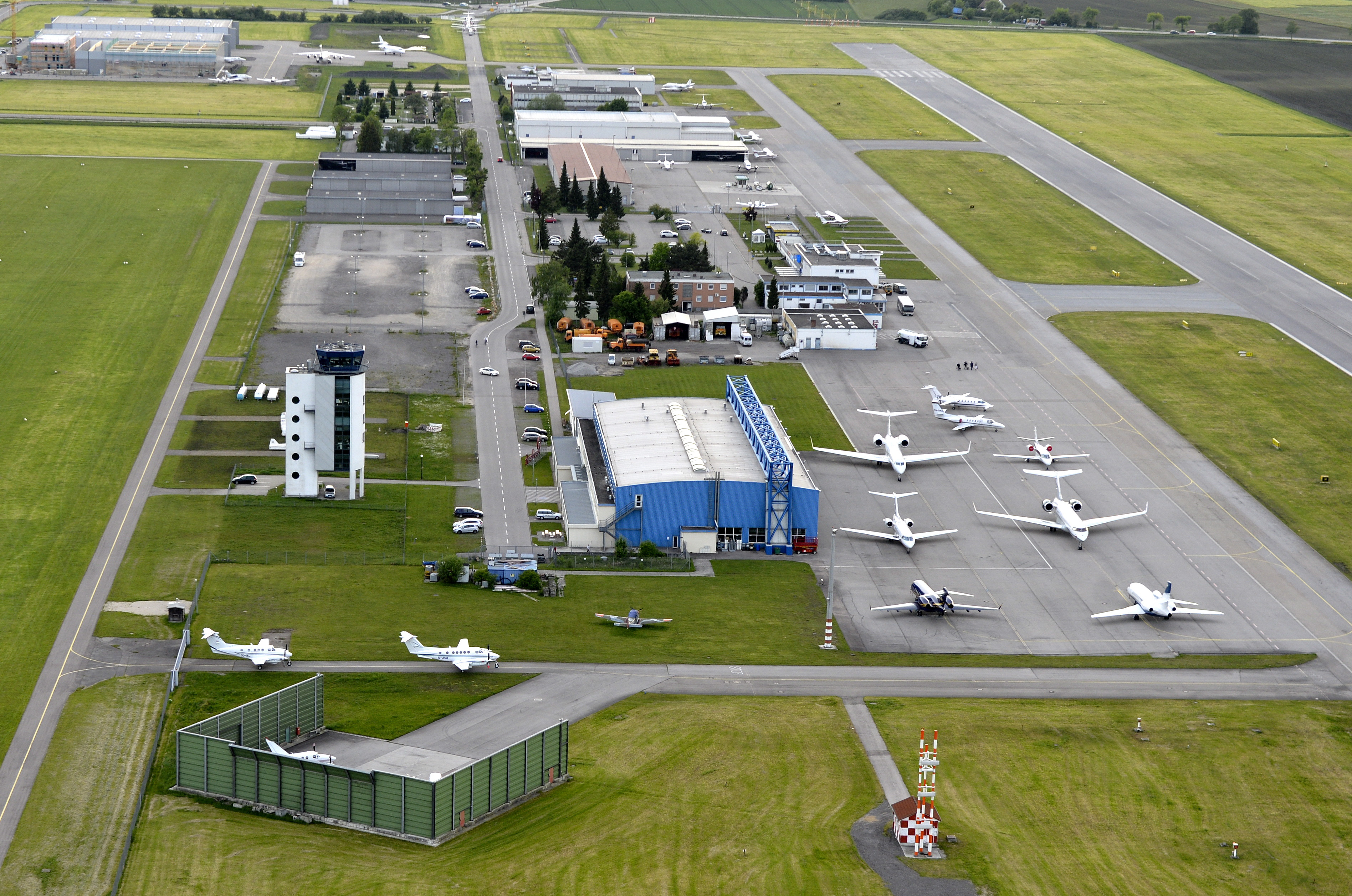
Blick von Osten auf die Gebäude am Flugplatz Augsburg

Der Flugplatz Augsburg (IATA-Code: AGB, ICAO-Code: EDMA) ist ein deutscher Verkehrslandeplatz. Trotz der Eigenbezeichnung Flughafen Augsburg ist der Flugplatz kein Verkehrsflughafen.
Er befindet sich ungefähr 7 km nordöstlich vom Stadtzentrum Augsburgs nahe der Bundesautobahn 8 Ausfahrt 73 Augsburg-Ost bei dem kleinen Ort Mühlhausen (Gemeinde Affing) im Landkreis Aichach-Friedberg. Der Flugplatz wird daher, und weil er sich größtenteils auf Mühlhauser Flur befindet, auch Flugplatz Augsburg-Mühlhausen genannt.

## Verkehrsanbindung

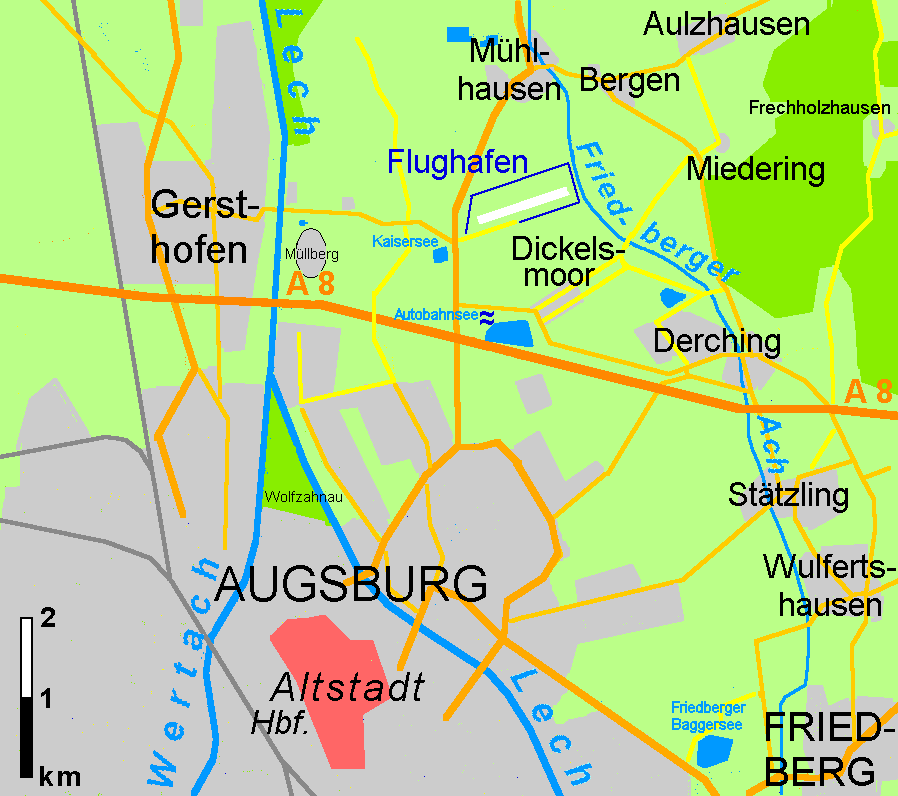
Lage des Flugplatzes

Der Augsburger Flugplatz kann mit dem Auto über die Autobahn A 8 (Ausfahrt Augsburg Ost) erreicht werden. Am Flugplatz selbst stehen über 800 gebührenfreie Parkplätze in unmittelbarer Nähe zum Abfertigungsbereich zur Verfügung. Ein Taxi benötigt von der Augsburger Innenstadt ungefähr 15 Minuten.
Mit öffentlichen Verkehrsmitteln lässt sich der Flugplatz entweder mit dem Augsburger Flughafen-Express oder mit den Regionalbuslinien 301, 303, 305 (derzeit kein direkter Halt am Terminal) erreichen. Ein Anschluss an den Schienenverkehr ist nicht vorhanden.

## Geschichte

### Neuer Flugplatz

#### Anfänge bis 1985
Im Jahr 1962 wurde Augsburg ein neuer „Landeplatz für Motorflugzeuge“ von staatlicher Seite genehmigt. Die 700 Meter lange Betonpiste sollte im Norden des Stadtgebietes an der Grenze zur Gemeinde Mühlhausen entstehen. Als Betreiber wurde nach eigenen Angaben im Jahr 1964 die „Augsburger Flughafen GmbH“ ins Leben gerufen. Politische Unterstützung für das Vorhaben, etwa durch den Oberbürgermeister Wolfgang Pepper und viele Stadträte, war gesichert.
Am 22. Juni 1968 eröffnete der „Flughafen Augsburg-Mühlhausen“. Er entwickelte sich allmählich zu Deutschlands größtem Verkehrslandeplatz, durch starke Frequentierung im Luftsport mit Flugzeugen und durch Geschäftsreiseflugzeuge. Im Jahr 1970 hob der Bürgermeister und Wirtschaftsreferent Ludwig Kotter das städtische Interesse an einer Einbindung in den innerdeutschen Flugverkehr hervor.
Am 8. September 1985 trat auf dem ausgerichteten Flugtag die Kunstflugstaffel der Royal Air Force Red Arrows in Augsburg auf.

#### Impulse durch Augsburg Airways
Im Jahr 1985 wurde auf dem Flugplatz eine Kontrollzone eingerichtet, was von nun an nicht nur Sichtflug, sondern auch den Instrumentenflug bei ungünstiger Witterung ermöglichte. Die vom Papierunternehmen Haindl beherrschte Fluggesellschaft „Interot Airways“, später umbenannt in Augsburg Airways, engagierte sich nun im Linienflugverkehr. Andere Fluggesellschaften wickelten Charterflüge aus der Fuggerstadt ab. Ende November 1997 erhielt der Flugplatz einen neuen Tower. Im Jahr darauf wurde eine permanent besetzte Zoll- und Polizeistation im Flugplatzgebäude realisiert, um international wettbewerbsfähig zu sein.
In ihren besten Zeiten bediente Augsburg Airways täglich 13 Linienflugverbindungen. Im Jahr 2000 erfolgten insgesamt 83.366 Starts und Landungen auf dem Augsburger Flugplatz. Als die Papierwerke Haindl an UPM-Kymmene verkauft wurden, hatte der Erwerber an deren Fluggesellschaft kein Interesse.
Augsburg Airways wurde 2002 zum so genannten Subcarrier der Lufthansa, was bedeutet, dass die Flüge in deren Auftrag und unter deren Flugnummer stattfanden. Daher verlagerte sich ihre Heimatbasis zum Flughafen München und flog seither nicht mehr vom Verkehrslandeplatz Augsburg aus.
Wirtschaftlich rechnete sich das Flugaufkommen noch nicht. Die kurze Start- und Landebahn erwies sich als Manko für eine mögliche weitere Expansion. Anwohner beschwerten sich fortwährend über Fluglärm.

### Entwicklung seit 2002
Im Jahr 2002 stellte Augsburg Airways ihren Flugbetrieb am Flugplatz Augsburg ein. Seitdem war der Flugplatz im Linienbetrieb ausschließlich von denim Airways genutzt worden, die zunächst unter dem Label „Eurohopper“ firmierte. Zweimal täglich gab es Verbindungen nach Berlin-Tempelhof und Düsseldorf, die hauptsächlich von Geschäftsreisenden genutzt wurden.
Von 2004 bis April 2005 war eine Verlagerung des Flugplatzes auf den bestehenden großen Militärflugplatz Lagerlechfeld südlich von Augsburg im Gespräch. Die vom Bundesministerium der Verteidigung verlangten hohen Entgelte für die zivile Nutzung dieses Flugplatzes konnten zuletzt nicht aufgebracht werden, so dass diese Pläne scheiterten und die Verlagerung nach Lagerlechfeld bis auf weiteres nicht weiter verfolgt wird.
Die Zahl der gelandeten und gestarteten Passagiere betrug 2005 rund 48.000.

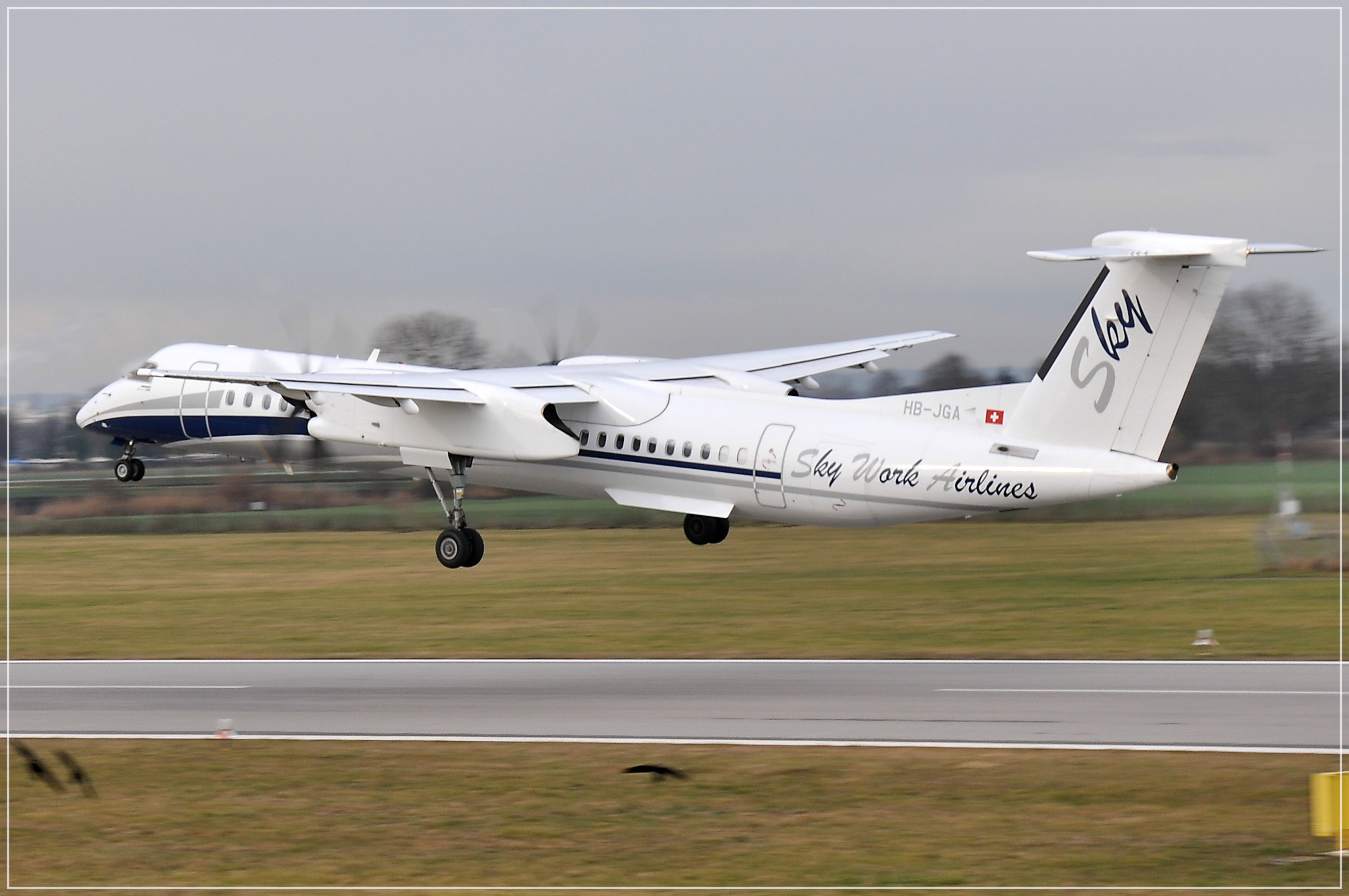
Start eines Charterfluges der Sky Work Airlines

Die auf den Erfolgen von Augsburg Airways gründenden Hoffnungen der Politiker und der örtlichen Wirtschaft nach einem attraktiven Regionalflughafen zerstoben. Ein Flugplatzausbau hätte 25 Millionen Euro erfordert, wofür keine Finanzmittel vorhanden waren. Der nun einsetzende Sparkurs zwang die Flughafen GmbH, ihr Personal von früher 60 auf 19 Personen zu verkleinern.
Im Juni 2005 wurde ein Insolvenzverfahren eröffnet; im Rahmen dieses Verfahrens stieg auch die Flughafen München GmbH als Gesellschafter aus. Die Stadt Augsburg ist forthin alleiniger Eigentümer der Betreibergesellschaft. Im April 2006 wurde entschieden, den Verkehrslandeplatz zu einem modernen City-Airport auszubauen. Neben der umfassenden Sanierung der Startbahn wurden zwei neue Großhallen gebaut und ein 80.000 m² großes Gewerbegebiet für flugplatznahe Betriebe errichtet. Seit September 2009 gibt es wieder einen regelmäßigen internationalen Flugverkehr. Sun-Air of Scandinavia fliegt Montag bis Donnerstag einmal morgens und einmal abends die Strecke Augsburg – Marseille im Auftrag von Airbus Helicopters.
Wegen der kurzen Landebahn des Verkehrslandeplatzes Augsburg können Flugzeuge ab der Größe einer Boeing 737 in Augsburg nicht landen. Im Laufe des Jahres 2009 wurde die Landebahn gegroovt. Dies bedeutet, dass durch das Einfräsen von Querrillen die Bodenhaftung der Reifen landender Maschinen verbessert wurde. Regenwasser läuft nach einem Grooven besser ab. Als Folge dieser Maßnahme können höhere Nutzlasten bei den Landemassen der Flugzeuge angesetzt werden.
Im Jahr 2014 wurde aufgrund der großen Nachfrage ein weiterer Hangar für Geschäftsflieger gebaut.

### Affinger Verträge
Die Affinger Verträge waren Vereinbarungen zwischen der Gemeinde Affing und der Stadt Augsburg, die beispielsweise die Länge der Landebahn am Flugplatz Augsburg begrenzten.
Der erste Affinger Vertrag wurde 1991 geschlossen. Er beinhaltete zum Beispiel die Punkte: keine Verlängerung der Start- und Landebahn, kein Neubau des Towers, Errichtung aktiver Lärmschutzmaßnahmen sowie Errichtung einer Flugzeug-Werfthalle für die Firma Interot Airways (später Augsburg Airways).
Der zweite Affinger Vertrag wurde am 21. Dezember 1995 geschlossen. Dieser beinhaltete beispielsweise die Punkte: Neubau und Verlagerung des Towers, Erweiterung der Landebahn-Befeuerung auf 420 m sowie Errichtung von je 60 m Sicherheitsstreifen. Die Zahl der Flugzeugstellplätze wird auf 135 beschränkt, die maximale Zahl von Flugbewegungen wird auf 75.000 pro Jahr begrenzt und eine Lärmschutzhalle muss bis Juni 1996 errichtet und betrieben werden. In dem Vertrag sicherte der Flugplatzbetreiber, die Augsburger Flughafen GmbH bzw. die AFG auch zu, die Landebahn auf dem Gemeindegebiet von Affing für zehn Jahre nicht zu verlängern. Im Gegenzug verzichtete die Gemeinde Affing beispielsweise darauf, gegen den Neubau des Kontrollturms zu klagen. Bis Ende 2004 begrenzte der „Affinger Vertrag“ so die Länge der Landebahn auf 1280 Meter und schloss damit gleichzeitig Starts und Landungen größerer Flugzeuge aus.
Die Startbahn wurde jedoch schon vor dem Auslaufen des Vertrages um 190 m (Sicherheitsstrecken für den Startabbruch) verlängert. Nach dem Auslaufen des Vertrages wurde die Nutzung der gesamten Landebahn (1280 m plus 314 m Sicherheitsstrecken; Tragkraft: 50 Tonnen) vom Luftamt genehmigt.

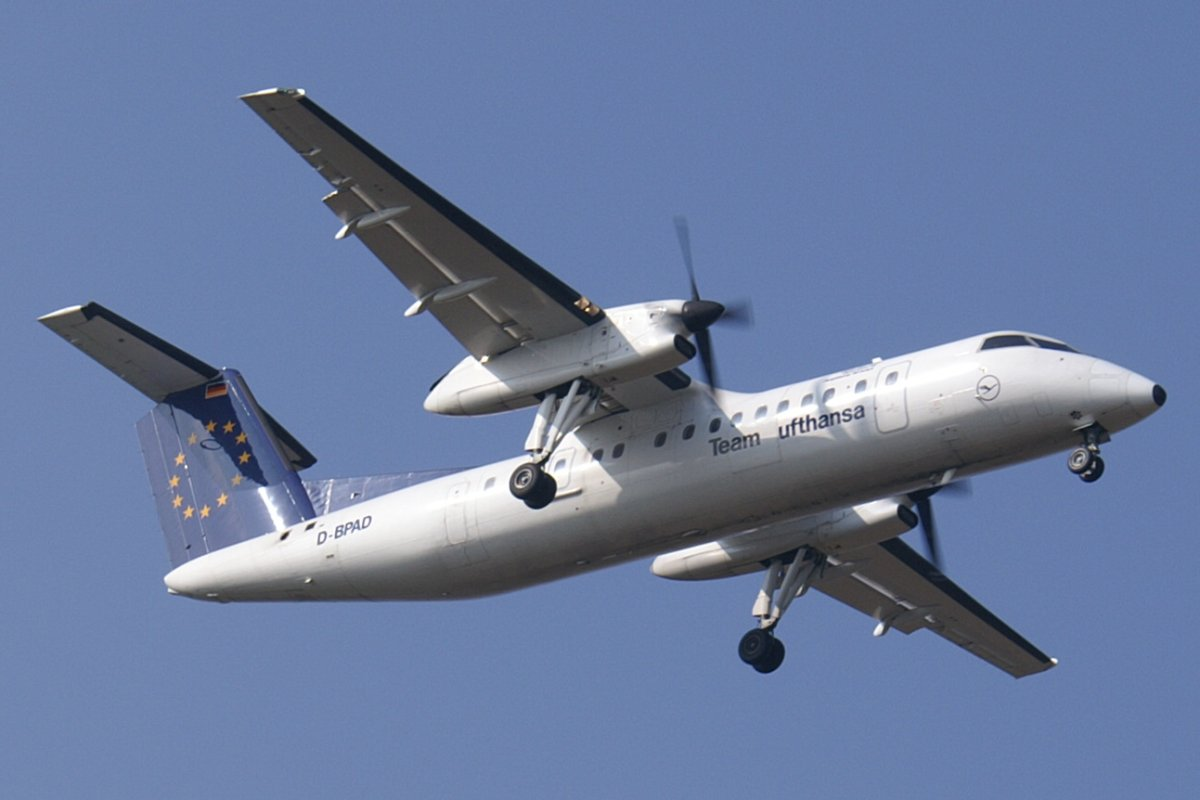
De Havilland DHC-8 (Augsburg Airways) flogen bis zur Einstellung des Linienverkehrs standardmäßig ab Augsburg

Wegen massiver Bürgerproteste in den nahegelegenen Gemeinden wie Affing (auf deren Gemeindegebiet sich der Flugplatz größtenteils befindet), Gersthofen, Neusäß u. a. sowie den örtlichen Gegebenheiten, welche einen Instrumentenanflug (ILS) nur in westlicher Richtung (Landebahn 25) ermöglichen, scheint eine Verlängerung der Startbahn nicht möglich. Auch die Initiativgemeinschaft gegen den Flughafenausbau, ein Zusammenschluss der Initiativen gegen Fluglärm in Gersthofen, Augsburg und Umgebung e. V. und der Bürgerinitiative Lebenswerte Firnhaberau, engagieren sich gegen einen Ausbau des Augsburger Flugplatzes.

## Wirtschaftliche Bedeutung
Die Zahl der ansässigen Charterfluggesellschaften hat sich mit Challengeline, Sun-Air of Scandinavia, MFA Munich Flight Academy, Heli Aviation, Hubschrauber Akademie Augsburg auf fünf erhöht. Die lokale Politik hofft darauf, dass der Verkehrslandeplatz trotz der bisherigen Rückschläge die lokale Wirtschaftsentwicklung positiv beeinflussen wird. Unter anderem soll der Augsburg Innovationspark, ein geplantes Forschungszentrum für Carbonfasertechnologie, entsprechende Impulse setzen.
Die direkte wirtschaftliche Nutzung des Flugplatzes erfolgt nach dem Ende des Linienverkehrs in erster Linie durch den gehobenen Geschäftsflugverkehr, der Ausbildung von Verkehrspiloten durch mehrere Flugschulen am Flugplatz, sowie der Wartung, Überholung und Service von Luftfahrzeugen durch Augsburg Air Service (ehemals Beechcraft Augsburg), Airbus Helicopters MRO, Heli Aviation und Finest Care Interior, sowie der Entwicklung von Solarflugzeugen (Neowings und PC-Aero). Durch die verkehrsgünstige Anbindung direkt an der sechsstreifigen Bundesautobahn A8, seiner technischen Ausstattung (ILS CAT I Instrumentenlandesystem) sowie den Bau zusätzlicher Hallen im Westen des Platzes, entwickelte sich der Flugplatz als echte Alternative für die Allgemeine Luftfahrt im Großraum München. Seit dem 1. April 2011 hat das internationale Luftfahrtunternehmen Heli Aviation GmbH seinen Betriebssitz von Wallerstein (Donau-Ries) auf den Augsburger Flugplatz verlegt, zudem wurde im Oktober 2012 die zivile Abteilung MRO (Maintenance Repair and Overhaul) und Service von Airbus Helicopters an den Augsburger Flugplatz für voraussichtlich 5 Jahre verlegt, bis die eigenen Hallen in Donauwörth fertiggestellt sind. Das Statistische Jahrbuch der Stadt Augsburg gibt Aufschluss über die aktuelle Auslastung.

## Ausstattung
Die Landebahn 25 verfügt über ein Instrumentenlandesystem (ILS) für Anflüge nach Allwetterflugbetriebsstufe CAT I.

## Zwischenfälle
- Am 25. Januar 2001 wurde eine Piper PA-34-220T Seneca III der deutschen Fa. Skybeam (Luftfahrzeugkennzeichen N747AG) im Anflug auf den Flugplatz Augsburg bei Affing (Bayern), 4,5 Kilometer nordöstlich des Flugplatzes in Bäume geflogen. Die Maschine kam vom englischen Flugplatz Biggin Hill und befand sich auf einem Anflug unter Instrumentenflugbedingungen, als sie weit entfernt vom Ziel in den Boden  geflogen wurde. Während des ILS-Anflugs war die Anzeige auf dem HSI (horizontal situation indicator) nicht vom GPS- auf den ILS-Modus umgeschaltet worden und damit für einen Präzisionsanflug ungeeignet. Beitragende Ursache war die mangelhafte Cockpitgestaltung von Piper, die den entsprechenden Schalter in einer schwach beleuchteten Position anordnete, wo er vom Piloten nur schwer und vom Kopiloten gar nicht zu sehen ist. Es handelte sich um einen nicht genehmigten Charterflug mit zahlenden Passagieren. Der Pilot war seit mehr als 15 Stunden im Dienst. Er besaß eine im Dezember 2000 ausgestellte US FAA CPL-Lizenz; seine deutsche Lizenz war ihm im November 2000 aufgrund von 33 verschiedenen polizeilichen Ermittlungen entzogen worden. Durch diesen CFIT (Controlled flight into terrain) wurden 4 der 5 Insassen getötet, ein Passagier überlebte schwer verletzt. Das Flugzeug wurde zerstört.[5][6]

- Am 28. November 2001 stürzte eine Beech B95A (D-GBIE) bei einem Anflug nach Instrumentenflugregeln auf die Piste 25 etwa 1 km südlich der Anfluggrundlinie und etwa 11 km vor der Schwelle der Piste 25 in der unmittelbaren Nähe des Dorfes Oberschneitbach ab. Alle vier Insassen wurden tödlich verletzt. Das Flugzeug wurde komplett zerstört. Ursächlich für den Unfall war, dass es beim ILS-Anflug zu einem Strömungsabriss kam, welcher möglicherweise durch Vereisung des Flugzeugs verursacht wurde.[7][8]

- Am 8. Dezember 2015 geriet eine Cessna 340A (D-IBEL) mit fünf Insassen in der Ausschwebephase bei der Landung nach Instrumentenflugregeln im Nebel in eine unkontrollierte Fluglage und prallte auf die Piste. Obwohl zunächst der für den Streckenabschnitt vor der Landung zuständige Lotse als auch später der Platzverkehrslotse dem 51-jährigen Piloten mitgeteilt hatte, dass die Wetterbedingungen am Flugplatz Augsburg unter dem Minimum lägen, und obwohl die im Cockpit rechts sitzende Person mit Flugerfahrung dem Piloten vorgeschlagen hatte, nach Oberpfaffenhofen als Ausweichflugplatz zu fliegen, versuchte der Pilot die Landung. Aufgrund der schlechten Sicht verlor er die Orientierung und fing das Flugzeug deutlich zu hoch über der Piste ab, worauf es in einen überzogenen Flugzustand mit Strömungsabriss geriet und aus mehreren Metern Höhe auf die Piste prallte. Durch den Aufprall geriet das Flugzeug in Brand und wurde zerstört. Die fünf Insassen konnten sich selbst aus dem brennenden Flugzeug befreien. Vier der Insassen wurden schwer und einer leicht verletzt.[9][10][11]

## Flugplatzrennen
Von 1970 bis 1991 gab es insgesamt 22 Motorrad-Flugplatzrennen auf dem Airport. Ausrichter war der Motorsportclub (MC) Augsburg. Bekanntester deutscher Fahrer war Toni Mang. Der Flugplatzkurs verband dabei die Start- und Landebahn sowie die Rollbahn.